# Whitby Engineering
Whitby Engineering war ein britischer Hersteller von Automobilen.

## Unternehmensgeschichte
Stuart Whitby, der auch Whitby Specialist Vehicles leitete, gründete 1983 das Unternehmen in Crewe in der Grafschaft Cheshire. Er begann mit der Produktion von Automobilen und Kits. Der Markenname lautete Whitby. 1986 endete die Produktion. Insgesamt entstanden etwa 18 Exemplare.

## Fahrzeuge
Der Warrior war das einzige Modell. Die Basis bildete ein Stahlrahmen. Die Karosserie bestand aus Paneelen aus Aluminium. Viele verschiedene Aufbauten wie Kombi, Kastenwagen, Pick-up und offene Versionen standen zur Auswahl. Ein Vierzylindermotor vom Mini trieb die Fahrzeuge an.